# IC 3617
IC 3617 је галаксија у сазвјежђу Дјевица која се налази на листи објеката дубоког неба у Индекс каталогу.
Деклинација објекта је + 7° 57' 59" а ректасцензија 12h 39m 25,0s. Привидна величина (магнитуда) објекта IC 3617 износи 13,8 а фотографска магнитуда 14,4. Налази се на удаљености од 16,8 милиона парсека од Сунца. IC 3617 је још познат и под ознакама UGC 7822, MCG 1-32-127, DDO 140, CGCG 42-194, VCC 1791, PGC 42348.